# Liste du patrimoine culturel immatériel de l'humanité en France
Voir aussi la liste du patrimoine mondial en France et l'inventaire du patrimoine culturel immatériel en France
Cet article recense les pratiques inscrites au patrimoine culturel immatériel en France.

## Statistiques
La France a ratifié la convention pour la sauvegarde du patrimoine culturel immatériel le 11 juillet 2006. La première pratique protégée est inscrite en 2008.
En 2024, la France compte 30 éléments inscrits au patrimoine culturel immatériel, 26 sur la liste représentative, 1 nécessitant une sauvegarde urgente et 3 au registre des meilleures pratiques de sauvegarde.

## Listes

### Liste représentative
Les éléments suivants sont inscrits sur la liste représentative du patrimoine culturel immatériel de l'humanité :
| Élément | Type | Subdivision                                                | Année | Lien  | Notes | Illus. |
| --- | --- | ---------------------------------------------------------- | ----- | ----- | --- | ------ |
| Géants et dragons processionnels de Belgique et de France | pratiques sociales, rituels et événements festifs | Cassel, Douai, Pézenas et Tarascon                         | 2008  | 00153 | Partagé avec la Belgique Comprend les 4 éléments suivants : Reuze Papa, Gayant, poulain de Pézenas, tarasque |        |
| La tradition du tracé dans la charpente française | savoir-faire liés à l’artisanat traditionnel |                                                            | 2009  | 00251 | |        |
| La tapisserie d'Aubusson | savoir-faire liés à l’artisanat traditionnel | Aubusson                                                   | 2009  | 00250 | |        |
| Le Maloya | arts du spectacle | La Réunion                                                 | 2009  | 00249 | |        |
| Le compagnonnage, réseau de transmission des savoirs et des identités par le métier | savoir-faire liés à l’artisanat traditionnel |                                                            | 2010  | 00441 | |        |
| Le savoir-faire de la dentelle au point d'Alençon | savoir-faire liés à l’artisanat traditionnel | Alençon                                                    | 2010  | 00438 | |        |
| Le repas gastronomique des Français | pratiques sociales, rituels et événements festifs |                                                            | 2010  | 00437 | |        |
| L'équitation de tradition française | connaissances et pratiques concernant la nature et l’univers arts du spectacle |                                                            | 2011  | 00440 | |        |
| Le fest-noz, rassemblement festif basé sur la pratique collective des danses traditionnelles de Bretagne                                                                                    | pratiques sociales, rituels et événements festifs | Bretagne                                                   | 2012  | 00707 | |        |
| Les ostensions septennales limousines | pratiques sociales, rituels et événements festifs | Limousin, Charente, Vienne                                 | 2013  | 00885 | Comprend une vingtaine de pratiques. |        |
| Le gwoka : musique, chants, danses et pratique culturelle représentatifs de l'identité guadeloupéenne                                                                                       | arts du spectacle | Guadeloupe                                                 | 2014  | 00991 | |        |
| Les fêtes du feu du solstice d'été dans les Pyrénées | pratiques sociales, rituels et événements festifs | Occitanie                                                  | 2015  | 01073 | Partagé avec l'Andorre et l'Espagne |        |
| La fauconnerie, un patrimoine humain vivant | connaissances et pratiques concernant la nature et l’univers |                                                            | 2016  | 01708 | Partagé avec l'Allemagne, l'Arabie saoudite, l'Autriche, la Belgique, la Corée du Sud, la Croatie, les Émirats arabes unis, l'Espagne, la Hongrie, l'Irlande, l'Italie, le Kazakhstan, le Kirghizistan, le Maroc, la Mongolie, le Pakistan, les Pays-Bas, la Pologne, le Portugal, le Qatar, la Syrie et la Tchéquie |        |
| Le carnaval de Granville | pratiques sociales, rituels et événements festifs | Granville                                                  | 2016  | 01077 | |        |
| L'art de la construction en pierre sèche : savoir-faire et techniques | connaissances et pratiques concernant la nature et l'univers pratiques sociales, rituels et événements festifs savoir-faire liés à l’artisanat traditionnel traditions et expressions orales |                                                            | 2018  | 02106 | Partagé avec Chypre, la Croatie, l'Espagne, la Grèce, l'Italie, la Slovénie et la Suisse Étendu en 2024 à l'Andorre, l'Autriche, la Belgique, l'Irlande et au Luxembourg |        |
| Les savoir-faire liés au parfum en Pays de Grasse : la culture de la plante à parfum, la connaissance des matières premières naturelles et leur transformation, l'art de composer le parfum | savoir-faire liés à l'artisanat traditionnel | Alpes-Maritimes                                            | 2018  | 01207 | |        |
| L'alpinisme | connaissances et pratiques concernant la nature et l’univers |                                                            | 2019  | 01471 | Partagé avec l'Italie et la Suisse |        |
| L'art de la perle de verre | savoir-faire liés à l’artisanat traditionnel |                                                            | 2020  | 01591 | Partagé avec l'Italie |        |
| L'art musical des sonneurs de trompe, une technique instrumentale liée au chant, à la maîtrise du souffle, au vibrato, à la résonance des lieux et à la convivialité                        | arts du spectacle |                                                            | 2020  | 01581 | Partagé avec la Belgique, l'Italie et le Luxembourg |        |
| Les savoir-faire en mécanique horlogère et mécanique d'art | savoir-faire liés à l'artisanat traditionnel | Bourgogne-Franche-Comté                                    | 2020  | 01560 | Partagé avec la Suisse |        |
| Les fêtes de l'ours dans les Pyrénées | arts du spectacle pratiques sociales, rituels et événements festifs traditions et expressions orales                                                                                         | Arles-sur-Tech, Prats-de-Mollo et Saint-Laurent-de-Cerdans | 2022  | 01846 | Partagé avec l'Andorre |        |
| Les savoir-faire artisanaux et la culture de la baguette de pain | savoir-faire liés à l'artisanat traditionnel pratiques sociales, rituels et événements festifs                                                                                               |                                                            | 2022  | 01883 | |        |
| Connaissances, techniques et savoir-faire du verre artisanal | savoir-faire liés à l'artisanat traditionnel |                                                            | 2023  | 01961 | Partagé avec l'Allemagne, l'Espagne, la Finlande, la Hongrie et la Tchéquie |        |
| La Transhumance, déplacement saisonnier de troupeaux | connaissances et pratiques concernant la nature et l'univers |                                                            | 2023  | 01964 | Initialement partagé, en 2019, entre l'Autriche, la Grèce et l'Italie Étendu en 2023 à l'Albanie, Andorre, la Croatie, l'Espagne, la France, le Luxembourg et la Roumanie |        |
| La culture foraine | traditions et expressions orales arts du spectacle pratiques sociales, rituels et événements festifs savoir-faire liés à l'artisanat traditionnel                                            |                                                            | 2024  | 02108 | Partagé avec la Belgique |        |
| Les savoir-faire des couvreurs-zingueurs parisiens et des ornemanistes | savoir-faire liés à l'artisanat traditionnel | Paris                                                      | 2024  | 02105 | |        |

### Patrimoine immatériel nécessitant une sauvegarde urgente
La France compte un élément listé sur la liste du patrimoine immatériel nécessitant une sauvegarde urgente :
| Élément                                                                 | Type                                               | Subdivision | Année | Lien  | Notes | Illus. |
| ----------------------------------------------------------------------- | -------------------------------------------------- | ----------- | ----- | ----- | ----- | ------ |
| Le Cantu in paghjella profane et liturgique de Corse de tradition orale | arts du spectacle traditions et expressions orales | Corse       | 2009  | 00315 |       |        |

### Registre des meilleures pratiques de sauvegarde
La France compte 3 pratiques listées au registre des meilleures pratiques de sauvegarde :
| Élément | Type | Subdivision | Année | Lien  | Notes                                                         | Illus. |
| --- | --- | ----------- | ----- | ----- | ------------------------------------------------------------- | ------ |
| La yole de Martinique, de la construction aux pratiques de navigation, un modèle de sauvegarde du patrimoine                                                                      | savoir-faire liés à l’artisanat traditionnel connaissances et pratiques concernant la nature et l’univers | Martinique  | 2020  | 01582 |                                                               |        |
| Les techniques artisanales et les pratiques coutumières des ateliers de cathédrales, ou "Bauhütten", en Europe, savoir-faire, transmission, développement des savoirs, innovation | savoir-faire liés à l’artisanat traditionnel                                                              |             | 2020  | 01558 | partagé avec l'Allemagne, l'Autriche, la Norvège et la Suisse |        |
| Tocatì (it), un programme partagé pour la sauvegarde des jeux et sports traditionnels                                                                                             | pratiques sociales, rituels et événements festifs                                                         |             | 2022  | 01709 | Partagé avec la Belgique, Chypre, la Croatie et l'Italie      |        |

### Pratiques candidates
Plusieurs pratiques, inscrites à l'inventaire du patrimoine culturel immatériel en France, visent à une inscription prochaine sur la liste. La liste suivante donne des exemples non-exhaustifs de pratiques ayant fait état de ce souhait :
- La ganterie en pays de Millau[2]
- L’élaboration du cognac[3]
- Le Biou d'Arbois[4]
- La course landaise[5]

Certaines pratiques, évoquant une inscription à l'Unesco, ne sont pas encore inscrit à l'inventaire national : 
- Les bistrots et cafés[6]
- Le sauvetage en mer[7]